# Маркове (Новоукраїнський район)
Мáркове (раніше — Вікторштадт) — село в Україні, у Добровеличківській селищній громаді Новоукраїнського району Кіровоградської області. Колишній центр Марківської сільської ради.
05.02.1965 Указом Президії Верховної Ради Української РСР передано Марківську сільраду Новоархангельського району до складу Добровеличківського району.
Населення становить 324 осіб.

## Населення
Згідно з переписом УРСР 1989 року чисельність наявного населення села становила 307 осіб, з яких 132 чоловіки та 175 жінок.
За переписом населення України 2001 року в селі мешкали 324 особи.

### Мова
Розподіл населення за рідною мовою за даними перепису 2001 року:
| Мова       | Відсоток |
| ---------- | -------- |
| українська | 96,60 %  |
| молдовська | 1,85 %   |
| російська  | 1,54 %   |